# Thijs van den Berg
Thijs van den Berg (26 januari 1990) is een voormalig Nederlands profvoetballer.  Hij maakte zijn debuut onder coach Alfons Groenendijk in een uitwedstrijd op 22 april 2011 tegen FC Emmen. Op Koninginnedag 2011 werd bekend dat hij FC Den Bosch aan het einde van het seizoen ging verlaten om te gaan spelen voor amateurclub DESK.